# Килади
Килади, още Чавалер или Цавалер (на гръцки: Κοιλάδι, Килади; до 1927 година: Τσαβαλέρη, Цавалери), е село в Егейска Македония, Република Гърция, дем Горуша (Войо), област Западна Македония.

## География
Селото е разположено на 780 m надморска височина, в областта Населица, на около 20 km западно от град Горуша (Ляпчища) и около 15 km западно от Цотили. На север граничи със село Ахладия (Масган), на юг - с Антуса (Резна), на запад - с Агии Анаргири (Врощани), а на изток - с Аясма (Латорища).

## История

### В Османската империя
В края на ХІХ век Чавалер е мюсюлманско гръкоезично село в Населишка каза на Османската империя.
На Етнографската карта на Битолския вилает на Картографския институт в София от 1901 година Джавалер е чисто помашко (гръцко мохамеданско) село в казата Населица на Серфидженския санджак с 34 къщи.
Според статистика на Серфидженския санджак на гръцкото консулство в Еласона от 1904 година в Цавалер (Τσαβαλέρ), Населишка каза, живеят 150 валахади.

### В Гърция
През Балканската война в 1912 година в селото влизат гръцки части и след Междусъюзническата в 1913 година Чавалер остава в Гърция. През 1913 година при първото преброяване от новата власт в него са регистрирани 170 жители.
В средата на 20-те години жителите на селото са изселени в Турция по силата на Лозанския договор и на тяхно място са заселени понтийски гърци бежанци от Турция. В 1928 година в селото е регистрирано като изцяло бежанско с 32 семейства или 112 души.
В 1927 година името на селото е сменено на Килади.
Населението традиционно произвежда жито, тютюн и други земеделски продукти, като се занимава и със скотовъдство.
| Година    | 1913 | 1920 | 1928 | 1940 | 1951 | 1961 | 1971 | 1981 | 1991 | 2001 | 2011 | 2021 |
| --------- | ---- | ---- | ---- | ---- | ---- | ---- | ---- | ---- | ---- | ---- | ---- | ---- |
| Население | 170  | 146  | 111  | 160  | 178  | 169  | 69   | 58   | 36   | 43   | 3    | 1    |